# Complesso Khoja Gaukushan
Il complesso Khoja Gaukushan (in uzbeko: Govkushon majmuasi / Говкушон мажмуаси) è uno dei più grandi complessi architettonici e religiosi del centro di Bukhara, in Uzbekistan.
Insieme a una serie di altri edifici di Bukhara, è incluso nella lista del patrimonio dell'umanità dell'UNESCO.

## Storia
In passato in questo luogo sorgeva un macello, infatti la parola Gaukushan significa "uccidere i tori". Successivamente divenne una piazza commerciale favorita dalla presenza di importanti arterie di transito che conducevano sino all'ingresso principale della città. 
Il complesso venne poi eretto nel XVI secolo quando fu costruita la madrasa e in seguito la moschea e il minareto. Questo minareto ripete in dimensioni ridotte le forme del minareto Kalyan. La costruzione venne finanziata dallo sceicco Khoja Kalon (Gran Khoja), che riflette parte del nome nella moschea e nell'intero complesso.
La madrasa venne costruita nel 1570 durante il regno del khan uzbeko Abdullah II e aveva una tradizionale disposizione a cortile. La forma trapezoidale dell'edificio è spiegata dalla sua posizione in corrispondenza di un bivio. Nel 1598 fu costruita la moschea, chiamata poi moschea Khoja. La sua costruzione si colloca durante il governo del primo khan shaybanide, quando Bukhara era la capitale. "Khoja Kalon" venne sepolto nella necropoli di famiglia degli sceicchi Juybar di Chor-Bakr.
Il complesso è considerato un capolavoro architettonico della scuola di Bukhara.

## Galleria d'immagini

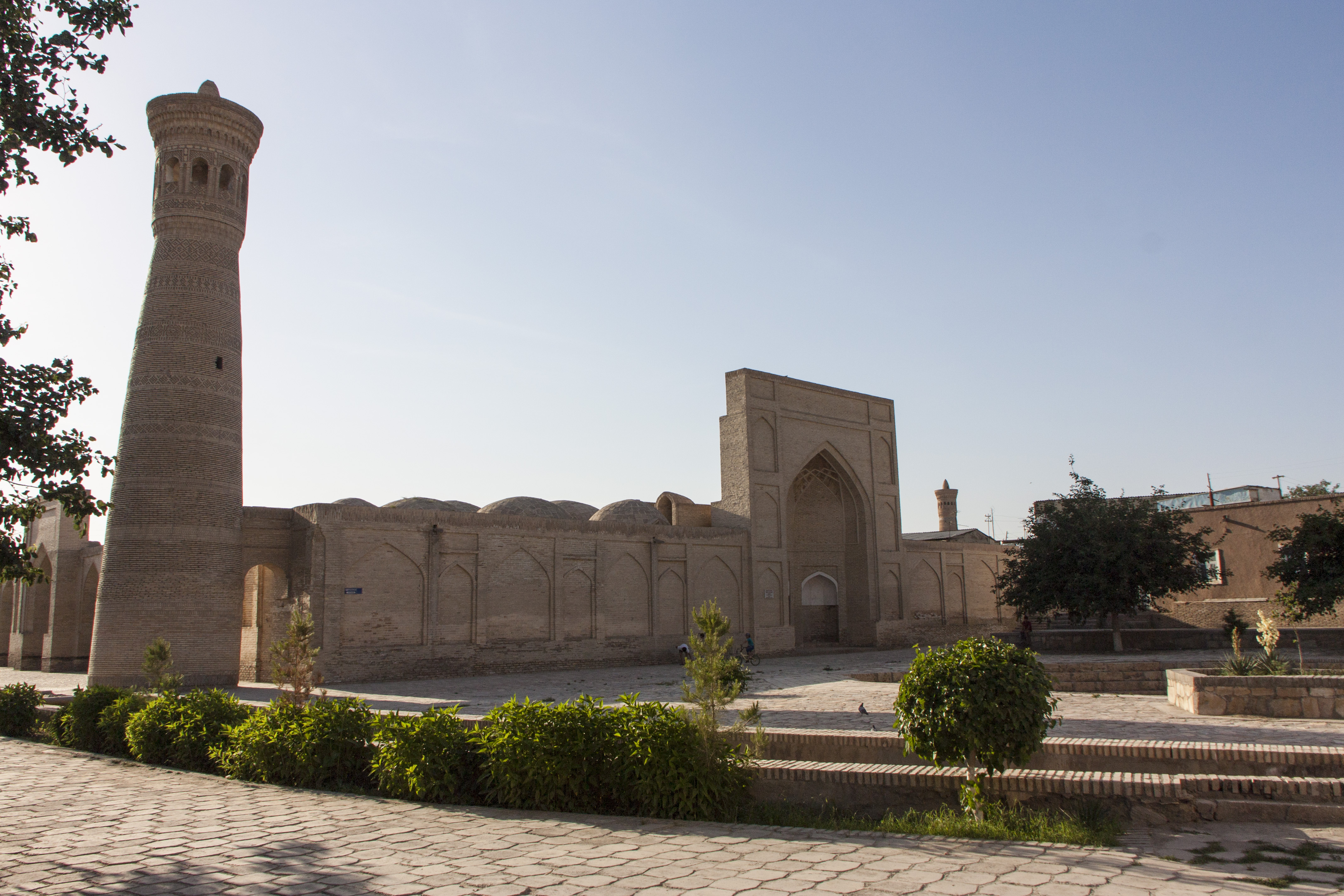
Moschea Khoja Kalon
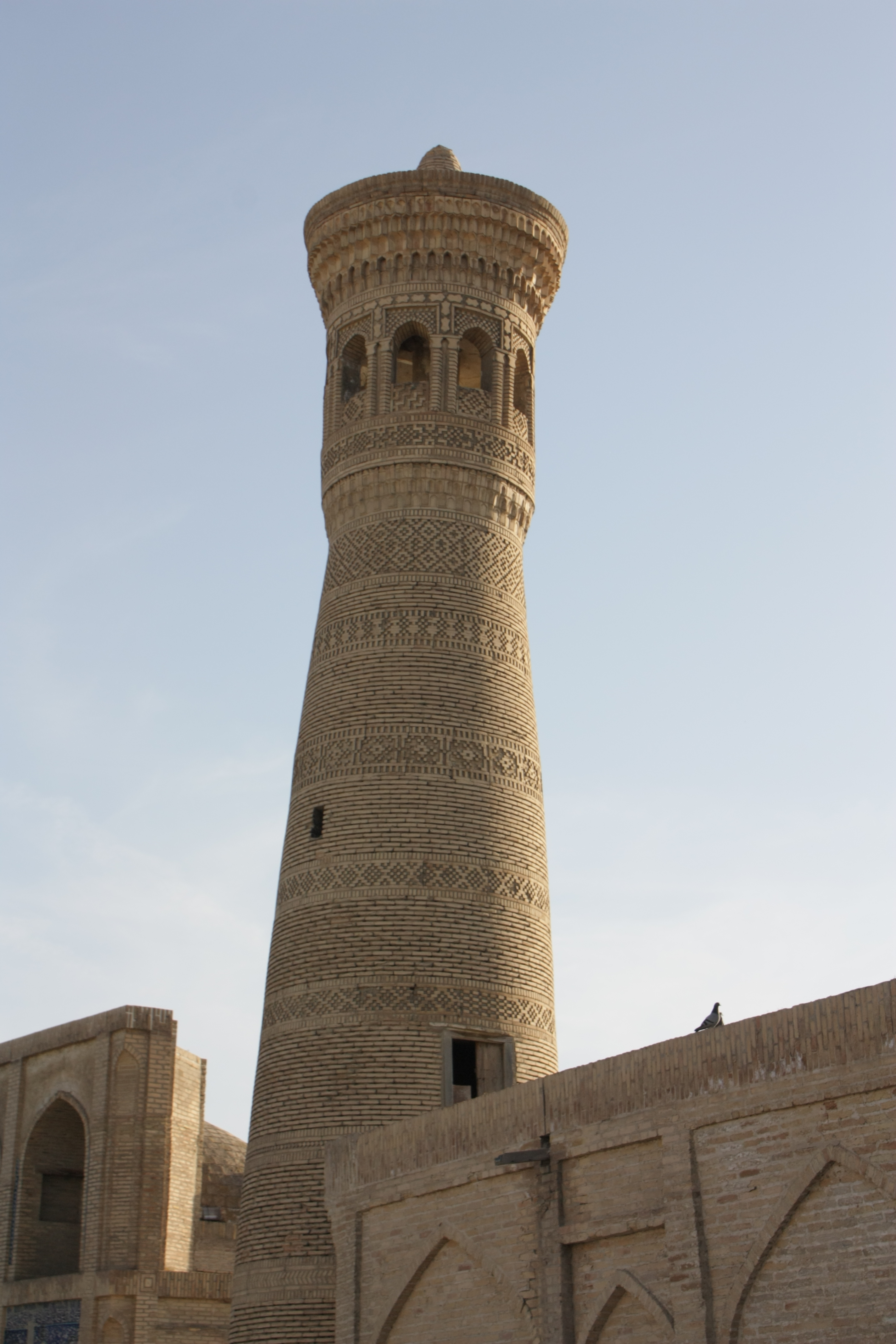
Minareto della moschea
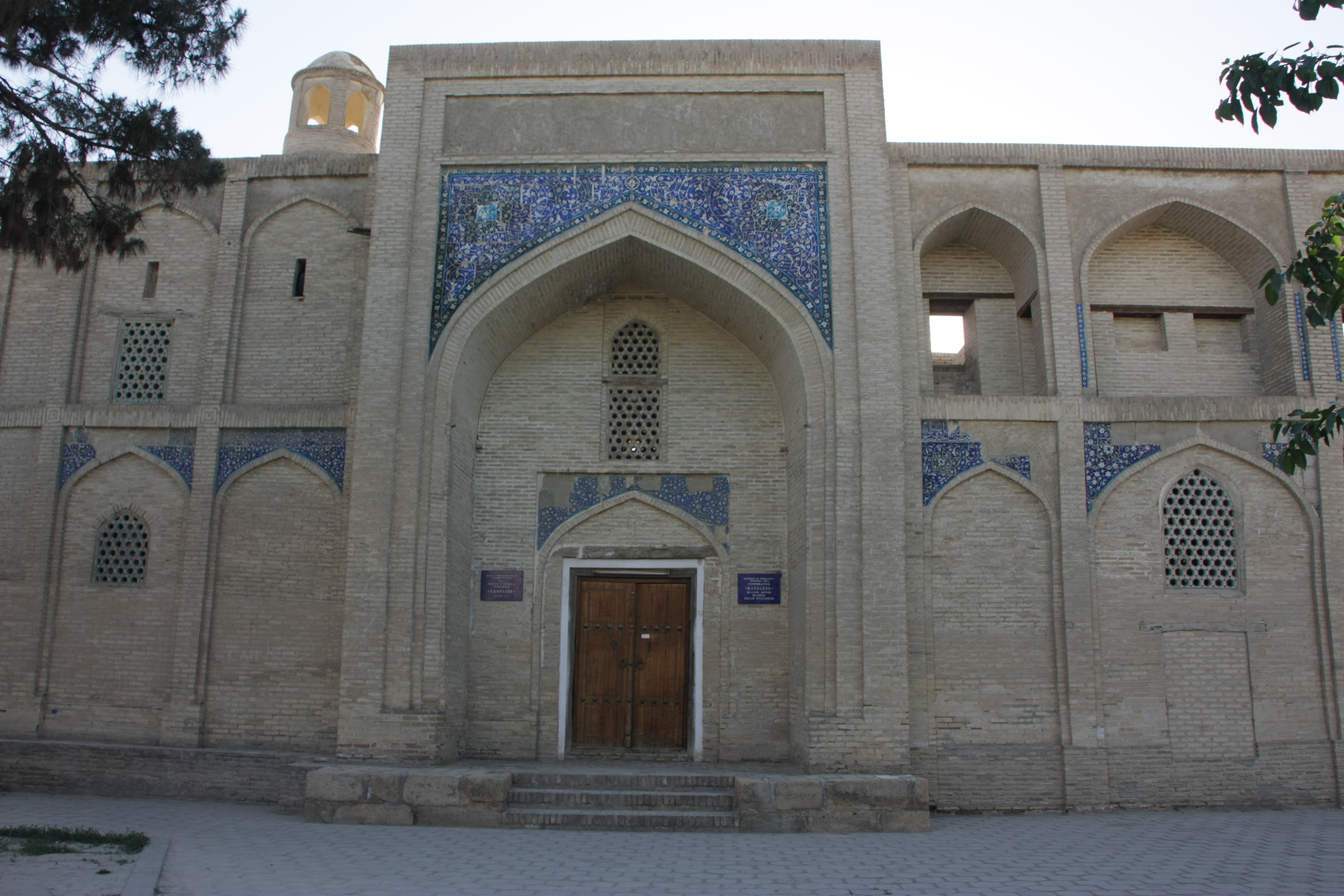
Madrasa Gaukushan